# Ulf Kristersson
Ulf Hjalmar Ed Kristersson (Lund, 29 de diciembre de 1963) es un político sueco que se desempeña como primer ministro de Suecia desde octubre de 2022, es el líder del Partido Moderado desde octubre de 2017, miembro del Riksdag por el condado de Södermanland desde 2014 y por el condado de Estocolmo de 1991 a 2000. Anteriormente se desempeñó como ministro de Seguridad Social de 2010 a 2014 y como Presidente de la Liga Juvenil Moderada de 1988 a 1992.
El 1 de octubre de 2017, Kristersson fue elegido líder del Partido Moderado después de que Anna Kinberg Batra renunciara. Bajo su liderazgo, su partido cooperó con los Demócratas Cristianos y Liberales, con los que a fines de 2021, formaron una alianza informal de derecha política, junto a los Demócratas de Suecia. En las elecciones generales de 2022, ese bloque obtuvo la mayoría en el Riksdag, lo que llevó a la elección de Kristersson como primer ministro el 17 de octubre.

## Biografía

### Primeros años de vida
Ulf Kristersson nació en Lund, condado de Skåne, hijo de Lars Kristersson (1938–2015) y Karin Kristersson. La familia se mudó a Torshälla en las afueras de Eskilstuna cinco años después. En su juventud, Ulf Kristersson fue gimnasta de compañía. Kristersson terminó la escuela secundaria en el gimnasio S:t Eskils en Eskilstuna. Después de graduarse, Kristersson hizo el servicio militar como comandante de pelotón en el Regimiento de Uppland de 1983 a 1984, y completó una licenciatura en economía en la Universidad de Uppsala.

### Carrera política temprana
En relación con las elecciones generales de 1985, fue empleado como activista en la Liga Juvenil Moderada en Sörmland. El 26 de noviembre de 1988, ascendió para convertirse en nuevo presidente de la Liga Juvenil Moderada y sucedió a Beatrice Ask. En 1991, el Gabinete Bildt de centro-derecha tomó el poder y Kristersson se convirtió en miembro del Riksdag (MP). Se desempeñó en el Comité de Seguridad Social. Pronto se convirtió en un crítico vocal del acuerdo de crisis del gobierno con los socialdemócratas. En ese momento, Kristersson desarrolló una amistad con el exlíder del partido, Gösta Bohman, quien en algunos aspectos también apoyó sus críticas al Gabinete Bildt.
En 1992, Fredrik Reinfeldt desafió a Kristresson como presidente de las juventudes moderadas. El congreso estuvo precedido por considerables divisiones ideológicas entre liberales y conservadores. Todo esto estalló en el congreso de Lycksele, que llegó a conocerse como la Batalla de Lycksele. Kristersson, la alternativa liberal, perdió por poco. Se dice que su pérdida provocó su retiro de la política de primera línea y posteriormente fue conocido como parte de la "Generación Perdida" del Partido Moderado. De 1995 a 1998, Kristersson fue jefe de marketing de Timbro.

### Carrera fuera de la política
Kristersson dejó su escaño parlamentario en abril de 2000, sintiendo que el nuevo líder del partido, Bo Lundgren, rechazó sus servicios. Kristersson trabajó durante dos años en el sector privado, principalmente como director de comunicaciones y vicepresidente de la consultora de Internet Adcore.
Kristersson fue presidente del Centro Sueco de Adopción. Durante su tiempo como presidente, surgió información de que el centro manejaba adopciones de niños traficados desde China.

### Política municipal
Regresó a la política activa en 2002 como Comisionado (Alcalde) de Finanzas en Strängnäs y sirvió allí hasta 2006. En 2006, fue nombrado vicealcalde en Estocolmo responsable de la división de trabajo y bienestar social. Fredrik Reinfeldt también le pidió a Kristersson que dirigiera el comité responsable de desarrollar una nueva política familiar para el partido. Inmediatamente causó controversia al sugerir que los padres deben tomar un mes de licencia de paternidad para que la familia reciba todos los beneficios. Esto estaba claramente en conflicto con la política tradicional del Partido Moderado, que se ha centrado en la elección individual.

### Regreso a la política nacional
El 5 de octubre de 2010, Fredrik Reinfeldt nombró a Kristersson como ministro de Seguridad Social, cargo que ocupó durante cuatro años. Después de las elecciones de 2014, el gabinete de Reinfeldt renunció, sin embargo, Kristersson fue elegido nuevamente miembro del Riksdag, esta vez por el condado de Södermanland. Tras la renuncia de Reinfeldt como líder del partido, Anna Kinberg Batra lo nombró ministro de Finanzas en la sombra.

## Líder del Partido Moderado
Anna Kinberg Batra dimitió como líder del Partido Moderado el 25 de agosto de 2017, tras críticas internas. Kristersson decidió públicamente postularse para el liderazgo el 1 de septiembre de 2017 y fue elegido el 1 de octubre de 2017. El partido vio un fuerte aumento en el apoyo en las encuestas, en comparación con los números bajos récord de su predecesor Batra. Tiene una postura más dura contra la inmigración que sus predecesores.

### Formación de gobierno 2018-2019
En septiembre de 2018, el primer ministro Stefan Löfven fue destituido. Kristersson expresó su esperanza de convertirse en el próximo primer ministro.
El 2 de octubre de 2018, fue designado por el presidente Andreas Norlén para formar un nuevo gobierno. Inicialmente buscó formar una coalición de gobierno en la que participaran los partidos de la Alianza (Partido Moderado, Partido del Centro, Demócrata Cristiana y Partido Liberal) con el apoyo de los socialdemócratas; el 9 de octubre de 2018 anunció que los socialdemócratas habían rechazado todas las negociaciones adicionales sobre acuerdos y que ahora buscaría otras formas de formar un nuevo gobierno. El 14 de octubre de 2018 anunció que no podía formar un nuevo gobierno en las circunstancias actuales.
El 5 de noviembre de 2018, el presidente Andreas Norlén propuso a Ulf Kristersson como primer ministro tras la ruptura de todas las demás negociaciones gubernamentales. El 14 de noviembre de 2018, el Riksdag rechazó la candidatura de Kristersson para convertirse en primer ministro por una votación de 195 a 154. Fue la primera vez en la historia que la propuesta de un presidente del Riksdag para primer ministro perdió tal votación y la primera vez en 40 años que los partidos de centro-derecha (Partido del Centro y Liberales) vetaron a un candidato de centro-derecha para primer ministro.

### Desde 2019
Kristersson se reunió en diciembre de 2019 con Jimmie Åkesson, líder de los Demócratas de Suecia, y dijo que cooperaría con ellos en el parlamento. El partido antiinmigración había sido objeto previamente de un cordón sanitario por parte de todos los demás partidos, y el propio Kristersson descartó dialogar con ellos antes de las elecciones de 2018. Según Ann-Cathrine Jungar de la Universidad de Södertörn, esto puso a Suecia en línea con varios otros países europeos en los que cooperan los partidos de centroderecha y extrema derecha. En agosto de 2020, criticó al gobierno por no haber abordado el aumento de la delincuencia, incluida la violencia armada, a la que llamó una "segunda pandemia".

#### Crisis de gobierno de 2021
El 29 de junio de 2021, después de que el primer ministro Stefan Löfven fuera derrocado, el presidente del Riksdag, Andreas Norlén, encargó formalmente a Kristersson que formara un gobierno. Kristersson tenía hasta el 3 de julio para informar a Norlén sobre su posible gobierno. Kristersson planeó liderar una coalición de su Partido Moderado, los Demócratas Cristianos, los Demócratas de Suecia y los Liberales. El 1 de julio, Kristersson informó al presidente que no tenía suficiente apoyo para formar gobierno y le devolvió el mandato.

### Formación del Gobierno 2022-2023
Kristersson continuo liderando el Partido Moderado (M) durante la campaña de 2022, en la que su partido perdió escaños parlamentarios, así como la segunda posición (por primera vez desde las elecciones generales suecas de 1976); sin embargo, el bloque de derecha obtuvo una mayoría absoluta, lo que resultó con la renuncia de Magdalena Andersson y la nominación de Kristersson como primer ministro por el presidente Andreas Norlén. Kristersson señaló su preferencia por un gobierno de coalición entre M, los Demócratas Cristianos (KD) y los Liberales (L) con el apoyo externo de los Demócratas de Suecia (SD).
El 14 de octubre, Kristersson presentó el denominado Acuerdo de Tidö (en sueco: Tidöavtalet) completamente documentado entre M, KD, L y SD. Esto permitió a las tres primeras partes buscar un mandato para una nueva administración nacional que sería elegida por el Riksdag, con SD a dar un apoyo de fuerte influencia equivalente a confianza y suministro. El 17 de octubre, Kristersson fue elegido primer ministro de Suecia por 176 votos a favor y 173 votos en su contra, sin ausencias ni abstenciones. Siendo la primera vez que SD ha ejercido influencia directa de un gobierno. Varios legisladores de la Unión Europea criticaron a los partidos de centroderecha y a M en particular, como miembro del Partido Popular Europeo, por aliarse con un partido de extrema derecha, al igual que los líderes de la oposición.
El programa conjunto del acuerdo, hace especial hincapié en la lucha contra la delincuencia, la reducción de la inmigración y la reactivación de la energía nuclear.

## Posiciones políticas e imagen
Un perfil político de 2018 en The Local describió a Kristersson como un exudador de "buenas vibraciones de chico: inteligente, humilde y razonable, tranquilo y abierto a la discusión" mientras lo ubicaba a la derecha de sus predecesores en temas como el crimen y la inmigración. También fue descrito en el mismo perfil como representante del ala neoliberal de los moderados.

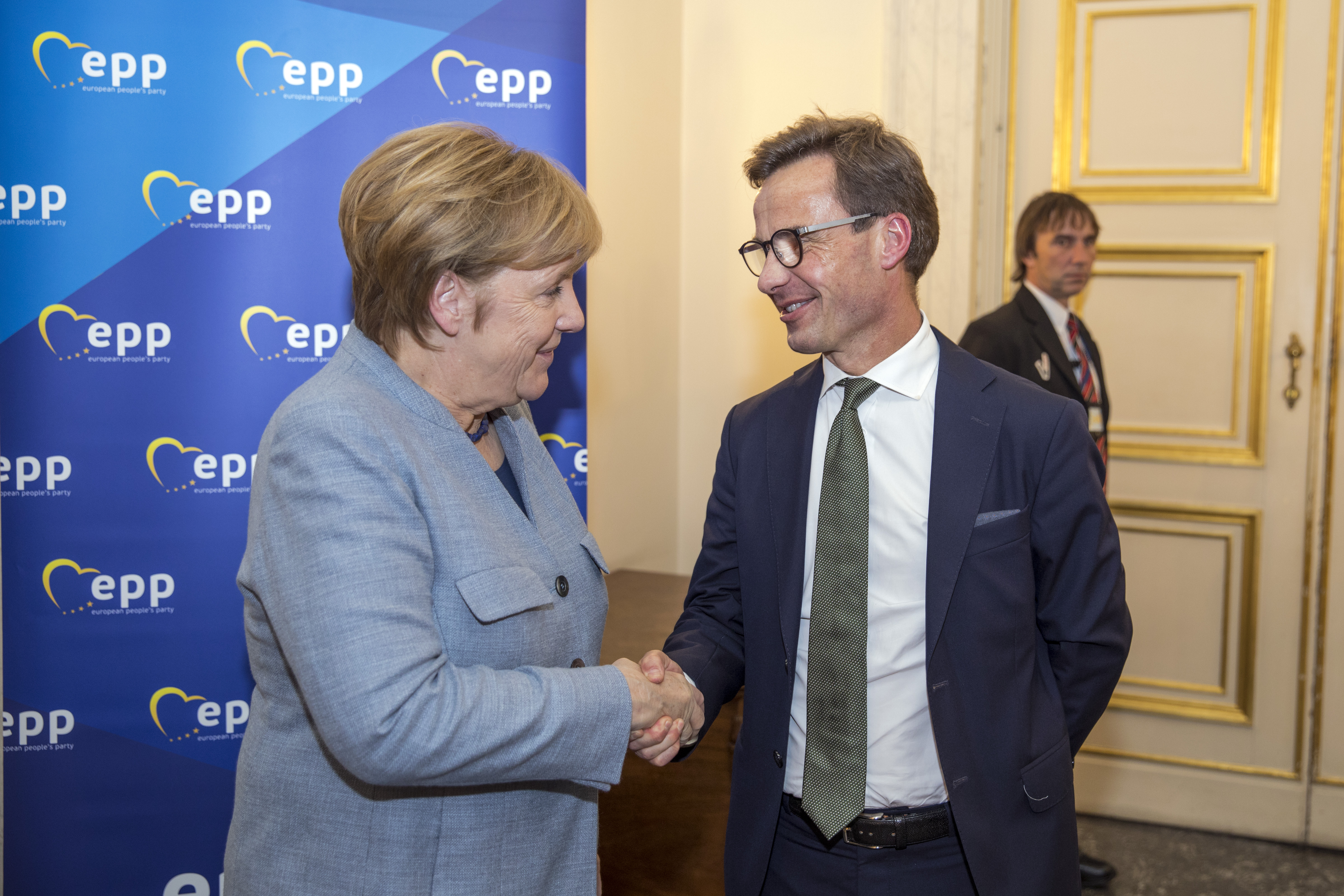
Kristersson con la canciller alemana Angela Merkel en 2017

El propio Kristersson ha descrito la movilidad social como una de sus principales preocupaciones en política. En su primer discurso de liderazgo, Kristersson afirmó que Suecia debería convertirse en "un país para esperanzados" y que los moderados deberían ser "un partido para esperanzados". Sobre el asunto del asilo, Kristersson afirma que apoya la integración de los refugiados en la sociedad sueca, pero aboga por la asimilación cultural obligatoria y el aprendizaje del idioma sueco, y que los refugiados sean puestos a trabajar y paguen impuestos.
Kristersson inicialmente descartó formar una alianza con los Demócratas de Suecia (SD) al asumir el liderazgo del partido; sin embargo, después de las elecciones generales suecas de 2018, puso fin a la política de no cooperación y se reunió con los líderes del SD para mantener conversaciones oficiales. Antes de las elecciones generales suecas de 2022, Kristersson sugirió que formaría un bloque flexible de derecha compuesto por los moderados, los demócratas suecos, los demócratas cristianos y los liberales, pero expresó su incertidumbre ante la demanda del SD de que se les asignen puestos en el gabinete si la derecha el bloque gana la mayoría. Tras las elecciones, Kristersson manifestó su ambición de formar un nuevo gobierno conservador con el apoyo del SD.

## Vida personal
Kristersson vive en Strängnäs. Él y su esposa adoptaron tres hijos.